# Sibel Özkan
Sibel Özkan, född 3 mars 1988 i Afyonkarahisar, är en turkisk tyngdlyftare. Hon tog en silvermedalj i 48-kilosklassen vid olympiska sommarspelen 2008 i Peking. Özkan har också vunnit tre silvermedaljer vid världsmästerskapen 2009, 2010 och 2014. Hon tog sitt första EM-guld i Tbilisi 2015.